# Copa Sudamericana 2010
Navigation
Édition précédente Édition suivante
La Copa Sudamericana 2010 est la 9e édition de la Copa Sudamericana. Cette compétition internationale de football regroupe les meilleurs clubs d'Amérique du Sud, qualifiés par le biais de leur championnat domestique. Le vainqueur rencontre le club sacré en Copa Libertadores 2010 lors de la Recopa Sudamericana et le vainqueur de la Coupe de la Ligue japonaise lors de la Coupe Suruga Bank.
La compétition se déroule en deux phases. Le premier tour permet de désigner les équipes qui participeront à la phase finale. Pour la phase finale, les équipes qualifiées rejoignent le tenant du titre et s'affrontent dans un schéma classique de tours éliminatoires avec matchs aller et retour des huitièmes de finale jusqu'à la finale.
C'est le club argentin du CA Independiente qui remporte la compétition après avoir disposé des Brésiliens de Goiás EC en finale. Les deux finalistes se retrouvent à nouveau après s'être affrontés lors de la finale de la Copa Libertadores 2008, déjà remportée par le LDU Quito. L'attaquant brésilien de Goiás LDU Rafael Moura termine meilleur buteur de la compétition avec huit réalisations. À noter le bon parcours du tenant du titre, le LDU Quito qui parvient à atteindre le dernier carré de la compétition, pour la première fois depuis 2005.
À partir de cette saison, le vainqueur de la compétition est automatiquement qualifié pour la Copa Libertadores, quel que soit son résultat en championnat national. Le CA Independiente obtient donc son billet pour la Copa Libertadores 2011.

## Clubs engagés
Les critères de qualification pour la compétition sont les mêmes que ceux utilisés lors de l'édition précédente. Le nombre de participants est en hausse puisque chacune des fédérations membre de la CONMEBOL engage trois équipes, à l'exception du Brésil et de l'Argentine, qui continuent à aligner respectivement huit et six formations. Le tenant du titre est automatiquement qualifié pour les huitièmes de finale. 
| Huitièmes de finale | Huitièmes de finale | Huitièmes de finale | Huitièmes de finale | Huitièmes de finale | Huitièmes de finale | Huitièmes de finale | Huitièmes de finale | Huitièmes de finale | Huitièmes de finale | Huitièmes de finale | Huitièmes de finale | Huitièmes de finale | Huitièmes de finale | Huitièmes de finale | Huitièmes de finale |
| --- | --- | --- | --- | --- | --- | --- | --- | --- | --- | --- | --- | --- | --- | --- | --- |
| - LDU Quito - Tenant du titre | | | | | | | | | | | | | | | |
| Second tour | | | | | | | | | | | | | | | |
| - CA Banfield - 1er du classement cumulé 2009-2010 - Argentinos Juniors - 2e du classement cumulé 2009-2010 - Estudiantes de La Plata - 3e du classement cumulé 2009-2010 - Newell's Old Boys - 4e du classement cumulé 2009-2010 - CA Independiente - 5e du classement cumulé 2009-2010 - Vélez Sarsfield - 6e du classement cumulé 2009-2010 - San José Oruro - 3e du tournoi Ouverture 2009 - Unión San Felipe - Vainqueur de la Copa Chile 2009 - Deportes Tolima - 2e du classement cumulé 2009 - Club Sport Emelec - Vainqueur du tournoi Ouverture 2010 - Cerro Porteño - 2e du classement cumulé 2009 | - CA Banfield - 1er du classement cumulé 2009-2010 - Argentinos Juniors - 2e du classement cumulé 2009-2010 - Estudiantes de La Plata - 3e du classement cumulé 2009-2010 - Newell's Old Boys - 4e du classement cumulé 2009-2010 - CA Independiente - 5e du classement cumulé 2009-2010 - Vélez Sarsfield - 6e du classement cumulé 2009-2010 - San José Oruro - 3e du tournoi Ouverture 2009 - Unión San Felipe - Vainqueur de la Copa Chile 2009 - Deportes Tolima - 2e du classement cumulé 2009 - Club Sport Emelec - Vainqueur du tournoi Ouverture 2010 - Cerro Porteño - 2e du classement cumulé 2009 | - CA Banfield - 1er du classement cumulé 2009-2010 - Argentinos Juniors - 2e du classement cumulé 2009-2010 - Estudiantes de La Plata - 3e du classement cumulé 2009-2010 - Newell's Old Boys - 4e du classement cumulé 2009-2010 - CA Independiente - 5e du classement cumulé 2009-2010 - Vélez Sarsfield - 6e du classement cumulé 2009-2010 - San José Oruro - 3e du tournoi Ouverture 2009 - Unión San Felipe - Vainqueur de la Copa Chile 2009 - Deportes Tolima - 2e du classement cumulé 2009 - Club Sport Emelec - Vainqueur du tournoi Ouverture 2010 - Cerro Porteño - 2e du classement cumulé 2009 | - CA Banfield - 1er du classement cumulé 2009-2010 - Argentinos Juniors - 2e du classement cumulé 2009-2010 - Estudiantes de La Plata - 3e du classement cumulé 2009-2010 - Newell's Old Boys - 4e du classement cumulé 2009-2010 - CA Independiente - 5e du classement cumulé 2009-2010 - Vélez Sarsfield - 6e du classement cumulé 2009-2010 - San José Oruro - 3e du tournoi Ouverture 2009 - Unión San Felipe - Vainqueur de la Copa Chile 2009 - Deportes Tolima - 2e du classement cumulé 2009 - Club Sport Emelec - Vainqueur du tournoi Ouverture 2010 - Cerro Porteño - 2e du classement cumulé 2009 | - CA Banfield - 1er du classement cumulé 2009-2010 - Argentinos Juniors - 2e du classement cumulé 2009-2010 - Estudiantes de La Plata - 3e du classement cumulé 2009-2010 - Newell's Old Boys - 4e du classement cumulé 2009-2010 - CA Independiente - 5e du classement cumulé 2009-2010 - Vélez Sarsfield - 6e du classement cumulé 2009-2010 - San José Oruro - 3e du tournoi Ouverture 2009 - Unión San Felipe - Vainqueur de la Copa Chile 2009 - Deportes Tolima - 2e du classement cumulé 2009 - Club Sport Emelec - Vainqueur du tournoi Ouverture 2010 - Cerro Porteño - 2e du classement cumulé 2009 | - CA Banfield - 1er du classement cumulé 2009-2010 - Argentinos Juniors - 2e du classement cumulé 2009-2010 - Estudiantes de La Plata - 3e du classement cumulé 2009-2010 - Newell's Old Boys - 4e du classement cumulé 2009-2010 - CA Independiente - 5e du classement cumulé 2009-2010 - Vélez Sarsfield - 6e du classement cumulé 2009-2010 - San José Oruro - 3e du tournoi Ouverture 2009 - Unión San Felipe - Vainqueur de la Copa Chile 2009 - Deportes Tolima - 2e du classement cumulé 2009 - Club Sport Emelec - Vainqueur du tournoi Ouverture 2010 - Cerro Porteño - 2e du classement cumulé 2009 | - CA Banfield - 1er du classement cumulé 2009-2010 - Argentinos Juniors - 2e du classement cumulé 2009-2010 - Estudiantes de La Plata - 3e du classement cumulé 2009-2010 - Newell's Old Boys - 4e du classement cumulé 2009-2010 - CA Independiente - 5e du classement cumulé 2009-2010 - Vélez Sarsfield - 6e du classement cumulé 2009-2010 - San José Oruro - 3e du tournoi Ouverture 2009 - Unión San Felipe - Vainqueur de la Copa Chile 2009 - Deportes Tolima - 2e du classement cumulé 2009 - Club Sport Emelec - Vainqueur du tournoi Ouverture 2010 - Cerro Porteño - 2e du classement cumulé 2009 | - CA Banfield - 1er du classement cumulé 2009-2010 - Argentinos Juniors - 2e du classement cumulé 2009-2010 - Estudiantes de La Plata - 3e du classement cumulé 2009-2010 - Newell's Old Boys - 4e du classement cumulé 2009-2010 - CA Independiente - 5e du classement cumulé 2009-2010 - Vélez Sarsfield - 6e du classement cumulé 2009-2010 - San José Oruro - 3e du tournoi Ouverture 2009 - Unión San Felipe - Vainqueur de la Copa Chile 2009 - Deportes Tolima - 2e du classement cumulé 2009 - Club Sport Emelec - Vainqueur du tournoi Ouverture 2010 - Cerro Porteño - 2e du classement cumulé 2009 | - SE Palmeiras - 5e du championnat 2009 - Avaí FC - 6e du championnat 2009 - Atlético Mineiro - 7e du championnat 2009 - Grêmio Porto Alegre - 8e du championnat 2009 - Goiás EC - 9e du championnat 2009 - Grêmio Prudente - 11e du championnat 2009 - Santos FC - 12e du championnat 2009 - EC Vitória - 13e du championnat 2009 - Sport Huancayo - 4e du classement cumulé 2009 - Club Atlético Peñarol - Champion d'Uruguay 2009-2010 - Caracas FC - Vainqueur de la Copa Venezuela 2009 | - SE Palmeiras - 5e du championnat 2009 - Avaí FC - 6e du championnat 2009 - Atlético Mineiro - 7e du championnat 2009 - Grêmio Porto Alegre - 8e du championnat 2009 - Goiás EC - 9e du championnat 2009 - Grêmio Prudente - 11e du championnat 2009 - Santos FC - 12e du championnat 2009 - EC Vitória - 13e du championnat 2009 - Sport Huancayo - 4e du classement cumulé 2009 - Club Atlético Peñarol - Champion d'Uruguay 2009-2010 - Caracas FC - Vainqueur de la Copa Venezuela 2009 | - SE Palmeiras - 5e du championnat 2009 - Avaí FC - 6e du championnat 2009 - Atlético Mineiro - 7e du championnat 2009 - Grêmio Porto Alegre - 8e du championnat 2009 - Goiás EC - 9e du championnat 2009 - Grêmio Prudente - 11e du championnat 2009 - Santos FC - 12e du championnat 2009 - EC Vitória - 13e du championnat 2009 - Sport Huancayo - 4e du classement cumulé 2009 - Club Atlético Peñarol - Champion d'Uruguay 2009-2010 - Caracas FC - Vainqueur de la Copa Venezuela 2009 | - SE Palmeiras - 5e du championnat 2009 - Avaí FC - 6e du championnat 2009 - Atlético Mineiro - 7e du championnat 2009 - Grêmio Porto Alegre - 8e du championnat 2009 - Goiás EC - 9e du championnat 2009 - Grêmio Prudente - 11e du championnat 2009 - Santos FC - 12e du championnat 2009 - EC Vitória - 13e du championnat 2009 - Sport Huancayo - 4e du classement cumulé 2009 - Club Atlético Peñarol - Champion d'Uruguay 2009-2010 - Caracas FC - Vainqueur de la Copa Venezuela 2009 | - SE Palmeiras - 5e du championnat 2009 - Avaí FC - 6e du championnat 2009 - Atlético Mineiro - 7e du championnat 2009 - Grêmio Porto Alegre - 8e du championnat 2009 - Goiás EC - 9e du championnat 2009 - Grêmio Prudente - 11e du championnat 2009 - Santos FC - 12e du championnat 2009 - EC Vitória - 13e du championnat 2009 - Sport Huancayo - 4e du classement cumulé 2009 - Club Atlético Peñarol - Champion d'Uruguay 2009-2010 - Caracas FC - Vainqueur de la Copa Venezuela 2009 | - SE Palmeiras - 5e du championnat 2009 - Avaí FC - 6e du championnat 2009 - Atlético Mineiro - 7e du championnat 2009 - Grêmio Porto Alegre - 8e du championnat 2009 - Goiás EC - 9e du championnat 2009 - Grêmio Prudente - 11e du championnat 2009 - Santos FC - 12e du championnat 2009 - EC Vitória - 13e du championnat 2009 - Sport Huancayo - 4e du classement cumulé 2009 - Club Atlético Peñarol - Champion d'Uruguay 2009-2010 - Caracas FC - Vainqueur de la Copa Venezuela 2009 | - SE Palmeiras - 5e du championnat 2009 - Avaí FC - 6e du championnat 2009 - Atlético Mineiro - 7e du championnat 2009 - Grêmio Porto Alegre - 8e du championnat 2009 - Goiás EC - 9e du championnat 2009 - Grêmio Prudente - 11e du championnat 2009 - Santos FC - 12e du championnat 2009 - EC Vitória - 13e du championnat 2009 - Sport Huancayo - 4e du classement cumulé 2009 - Club Atlético Peñarol - Champion d'Uruguay 2009-2010 - Caracas FC - Vainqueur de la Copa Venezuela 2009 | - SE Palmeiras - 5e du championnat 2009 - Avaí FC - 6e du championnat 2009 - Atlético Mineiro - 7e du championnat 2009 - Grêmio Porto Alegre - 8e du championnat 2009 - Goiás EC - 9e du championnat 2009 - Grêmio Prudente - 11e du championnat 2009 - Santos FC - 12e du championnat 2009 - EC Vitória - 13e du championnat 2009 - Sport Huancayo - 4e du classement cumulé 2009 - Club Atlético Peñarol - Champion d'Uruguay 2009-2010 - Caracas FC - Vainqueur de la Copa Venezuela 2009 |
| Premier tour | | | | | | | | | | | | | | | |
| - Oriente Petrolero - 4e du tournoi Ouverture 2009 - Universitario de Sucre - 5e du tournoi Ouverture 2009 - Colo Colo - Premier de la phase aller du championnat 2010 - CF Universidad de Chile - Vainqueur du barrage pré-Sudamericana - Independiente Santa Fe - Vainqueur de la Copa Colombia 2009 - Atlético Huila - 4e du classement cumulé 2009 - Barcelona Sporting Club - 3e du tournoi Ouverture 2010 - Sociedad Deportivo Quito - 4e du tournoi Ouverture 2010 | - Oriente Petrolero - 4e du tournoi Ouverture 2009 - Universitario de Sucre - 5e du tournoi Ouverture 2009 - Colo Colo - Premier de la phase aller du championnat 2010 - CF Universidad de Chile - Vainqueur du barrage pré-Sudamericana - Independiente Santa Fe - Vainqueur de la Copa Colombia 2009 - Atlético Huila - 4e du classement cumulé 2009 - Barcelona Sporting Club - 3e du tournoi Ouverture 2010 - Sociedad Deportivo Quito - 4e du tournoi Ouverture 2010 | - Oriente Petrolero - 4e du tournoi Ouverture 2009 - Universitario de Sucre - 5e du tournoi Ouverture 2009 - Colo Colo - Premier de la phase aller du championnat 2010 - CF Universidad de Chile - Vainqueur du barrage pré-Sudamericana - Independiente Santa Fe - Vainqueur de la Copa Colombia 2009 - Atlético Huila - 4e du classement cumulé 2009 - Barcelona Sporting Club - 3e du tournoi Ouverture 2010 - Sociedad Deportivo Quito - 4e du tournoi Ouverture 2010 | - Oriente Petrolero - 4e du tournoi Ouverture 2009 - Universitario de Sucre - 5e du tournoi Ouverture 2009 - Colo Colo - Premier de la phase aller du championnat 2010 - CF Universidad de Chile - Vainqueur du barrage pré-Sudamericana - Independiente Santa Fe - Vainqueur de la Copa Colombia 2009 - Atlético Huila - 4e du classement cumulé 2009 - Barcelona Sporting Club - 3e du tournoi Ouverture 2010 - Sociedad Deportivo Quito - 4e du tournoi Ouverture 2010 | - Oriente Petrolero - 4e du tournoi Ouverture 2009 - Universitario de Sucre - 5e du tournoi Ouverture 2009 - Colo Colo - Premier de la phase aller du championnat 2010 - CF Universidad de Chile - Vainqueur du barrage pré-Sudamericana - Independiente Santa Fe - Vainqueur de la Copa Colombia 2009 - Atlético Huila - 4e du classement cumulé 2009 - Barcelona Sporting Club - 3e du tournoi Ouverture 2010 - Sociedad Deportivo Quito - 4e du tournoi Ouverture 2010 | - Oriente Petrolero - 4e du tournoi Ouverture 2009 - Universitario de Sucre - 5e du tournoi Ouverture 2009 - Colo Colo - Premier de la phase aller du championnat 2010 - CF Universidad de Chile - Vainqueur du barrage pré-Sudamericana - Independiente Santa Fe - Vainqueur de la Copa Colombia 2009 - Atlético Huila - 4e du classement cumulé 2009 - Barcelona Sporting Club - 3e du tournoi Ouverture 2010 - Sociedad Deportivo Quito - 4e du tournoi Ouverture 2010 | - Oriente Petrolero - 4e du tournoi Ouverture 2009 - Universitario de Sucre - 5e du tournoi Ouverture 2009 - Colo Colo - Premier de la phase aller du championnat 2010 - CF Universidad de Chile - Vainqueur du barrage pré-Sudamericana - Independiente Santa Fe - Vainqueur de la Copa Colombia 2009 - Atlético Huila - 4e du classement cumulé 2009 - Barcelona Sporting Club - 3e du tournoi Ouverture 2010 - Sociedad Deportivo Quito - 4e du tournoi Ouverture 2010 | - Oriente Petrolero - 4e du tournoi Ouverture 2009 - Universitario de Sucre - 5e du tournoi Ouverture 2009 - Colo Colo - Premier de la phase aller du championnat 2010 - CF Universidad de Chile - Vainqueur du barrage pré-Sudamericana - Independiente Santa Fe - Vainqueur de la Copa Colombia 2009 - Atlético Huila - 4e du classement cumulé 2009 - Barcelona Sporting Club - 3e du tournoi Ouverture 2010 - Sociedad Deportivo Quito - 4e du tournoi Ouverture 2010 | - Club Olimpia - 4e du classement cumulé 2009 - Club Guaraní - 5e du classement cumulé 2009 - Universidad San Martín - 5e du classement cumulé 2009 - Universidad César Vallejo - 6e du classement cumulé 2009 - CA River Plate - 4e du classement cumulé 2009 - Defensor Sporting Club - 5e du classement cumulé 2009 - Club Deportivo Lara - 4e du classement cumulé 2009-2010 - Trujillanos FC - Finaliste de la Copa Venezuela 2009                                                      | - Club Olimpia - 4e du classement cumulé 2009 - Club Guaraní - 5e du classement cumulé 2009 - Universidad San Martín - 5e du classement cumulé 2009 - Universidad César Vallejo - 6e du classement cumulé 2009 - CA River Plate - 4e du classement cumulé 2009 - Defensor Sporting Club - 5e du classement cumulé 2009 - Club Deportivo Lara - 4e du classement cumulé 2009-2010 - Trujillanos FC - Finaliste de la Copa Venezuela 2009                                                      | - Club Olimpia - 4e du classement cumulé 2009 - Club Guaraní - 5e du classement cumulé 2009 - Universidad San Martín - 5e du classement cumulé 2009 - Universidad César Vallejo - 6e du classement cumulé 2009 - CA River Plate - 4e du classement cumulé 2009 - Defensor Sporting Club - 5e du classement cumulé 2009 - Club Deportivo Lara - 4e du classement cumulé 2009-2010 - Trujillanos FC - Finaliste de la Copa Venezuela 2009                                                      | - Club Olimpia - 4e du classement cumulé 2009 - Club Guaraní - 5e du classement cumulé 2009 - Universidad San Martín - 5e du classement cumulé 2009 - Universidad César Vallejo - 6e du classement cumulé 2009 - CA River Plate - 4e du classement cumulé 2009 - Defensor Sporting Club - 5e du classement cumulé 2009 - Club Deportivo Lara - 4e du classement cumulé 2009-2010 - Trujillanos FC - Finaliste de la Copa Venezuela 2009                                                      | - Club Olimpia - 4e du classement cumulé 2009 - Club Guaraní - 5e du classement cumulé 2009 - Universidad San Martín - 5e du classement cumulé 2009 - Universidad César Vallejo - 6e du classement cumulé 2009 - CA River Plate - 4e du classement cumulé 2009 - Defensor Sporting Club - 5e du classement cumulé 2009 - Club Deportivo Lara - 4e du classement cumulé 2009-2010 - Trujillanos FC - Finaliste de la Copa Venezuela 2009                                                      | - Club Olimpia - 4e du classement cumulé 2009 - Club Guaraní - 5e du classement cumulé 2009 - Universidad San Martín - 5e du classement cumulé 2009 - Universidad César Vallejo - 6e du classement cumulé 2009 - CA River Plate - 4e du classement cumulé 2009 - Defensor Sporting Club - 5e du classement cumulé 2009 - Club Deportivo Lara - 4e du classement cumulé 2009-2010 - Trujillanos FC - Finaliste de la Copa Venezuela 2009                                                      | - Club Olimpia - 4e du classement cumulé 2009 - Club Guaraní - 5e du classement cumulé 2009 - Universidad San Martín - 5e du classement cumulé 2009 - Universidad César Vallejo - 6e du classement cumulé 2009 - CA River Plate - 4e du classement cumulé 2009 - Defensor Sporting Club - 5e du classement cumulé 2009 - Club Deportivo Lara - 4e du classement cumulé 2009-2010 - Trujillanos FC - Finaliste de la Copa Venezuela 2009                                                      | - Club Olimpia - 4e du classement cumulé 2009 - Club Guaraní - 5e du classement cumulé 2009 - Universidad San Martín - 5e du classement cumulé 2009 - Universidad César Vallejo - 6e du classement cumulé 2009 - CA River Plate - 4e du classement cumulé 2009 - Defensor Sporting Club - 5e du classement cumulé 2009 - Club Deportivo Lara - 4e du classement cumulé 2009-2010 - Trujillanos FC - Finaliste de la Copa Venezuela 2009                                                      |

## Compétition

### Premier tour
Les équipes argentines et brésiliennes et la meilleure formation des huit autres fédérations sont exemptées et entrent directement au second tour. Le tirage au sort est orienté afin que les clubs rencontrent l'une des formations de leur zone (Bolivie-Chili, Paraguay-Uruguay, Pérou-Équateur et Colombie-Venezuela)
| Équipe 1                  | Résultat | Équipe 2               | Aller | Retour |
| ------------------------- | -------- | ---------------------- | ----- | ------ |
| Universitario de Sucre    | 3e - 3   | Colo Colo              | 2 - 0 | 1 - 3  |
| CF Universidad de Chile   | 2 - 3    | Oriente Petrolero      | 2 - 2 | 0 - 1  |
| Club Guaraní              | 4e - 4   | CA River Plate         | 2 - 0 | 2 - 4  |
| Defensor Sporting Club    | 3 - 1    | Club Olimpia           | 2 - 0 | 1 - 1  |
| Universidad César Vallejo | 2 - 5    | Barcelona SC           | 1 - 2 | 1 - 3  |
| Deportivo Quito           | 4 - 4e   | Universidad San Martín | 3 - 2 | 1 - 2  |
| Atlético Huila            | 5 - 2    | Trujillanos FC         | 4 - 1 | 1 - 1  |
| Club Deportivo Lara       | 2 - 4    | Independiente Santa Fe | 2 - 0 | 0 - 4  |

### Second tour
Les équipes brésiliennes et argentines entrent en lice. Elles doivent obligatoirement s'affronter entre formations du même pays.
| Équipe 1               | Résultat      | Équipe 2                | Aller | Retour |
| ---------------------- | ------------- | ----------------------- | ----- | ------ |
| Atlético Huila         | 1 - 5         | San José Oruro          | 1 - 1 | 0 - 4  |
| CA Independiente       | 2 - 1         | Argentinos Juniors      | 1 - 0 | 1 - 1  |
| Barcelona SC           | 1 - 3         | Peñarol                 | 0 - 1 | 1 - 2  |
| EC Vitória             | 2 - 3         | SE Palmeiras            | 2 - 0 | 0 - 3  |
| Independiente Santa Fe | 2 - 1         | Caracas FC              | 2 - 1 | 0 - 0  |
| Santos FC              | 2 - 3         | Avaí FC                 | 1 - 3 | 1 - 0  |
| Oriente Petrolero      | 1 - 2         | Deportes Tolima         | 1 - 0 | 0 - 2  |
| Club Guaraní           | 2 - 2 7-8 tab | Unión San Felipe        | 1 - 1 | 1 - 1  |
| Vélez Sarsfield        | 1 - 2         | CA Banfield             | 0 - 1 | 1 - 1  |
| Universidad San Martín | 2 - 6         | Club Sport Emelec       | 2 - 1 | 0 - 5  |
| Grêmio Prudente        | 0 - 1         | Atlético Mineiro        | 0 - 0 | 0 - 1  |
| Universitario de Sucre | 3 - 1         | Cerro Porteño           | 1 - 0 | 2 - 2  |
| Goiás EC               | 3 - 1         | Grêmio Porto Alegre     | 1 - 1 | 2 - 0  |
| Defensor Sporting Club | 9 - 2         | Sport Huancayo          | 9 - 0 | 0 - 2  |
| Newell's Old Boys      | 2 - 1         | Estudiantes de La Plata | 1 - 0 | 1 - 1  |

### Huitièmes de finale
| Équipe 1               | Résultat | Équipe 2               | Aller | Retour |
| ---------------------- | -------- | ---------------------- | ----- | ------ |
| Newell's Old Boys      | 6 - 2    | San José Oruro         | 6 - 0 | 0 - 2  |
| Unión San Felipe       | 5 - 8    | LDU Quito'T'           | 4 - 2 | 1 - 6  |
| CA Banfield            | 2 - 3    | Deportes Tolima        | 2 - 0 | 0 - 3  |
| Defensor Sporting Club | 3 - 4    | CA Independiente       | 1 - 0 | 2 - 4  |
| Atlético Mineiro       | 2 - 1    | Independiente Santa Fe | 2 - 0 | 0 - 1  |
| Universitario de Sucre | 1 - 4    | SE Palmeiras           | 0 - 1 | 1 - 3  |
| Goiás EC               | 3e - 3   | Peñarol                | 1 - 0 | 2 - 3  |
| Club Sport Emelec      | 3 - 4    | Avaí Futebol Clube     | 2 - 1 | 1 - 3  |

### Quarts de finale
| Équipe 1          | Résultat | Équipe 2           | Aller | Retour |
| ----------------- | -------- | ------------------ | ----- | ------ |
| Newell's Old Boys | 0 - 1    | LDU Quito'T'       | 0 - 0 | 0 - 1  |
| Deportes Tolima   | 2 - 2e   | CA Independiente   | 2 - 2 | 0 - 0  |
| Goiás EC          | 3 - 2    | Avaí Futebol Clube | 2 - 2 | 1 - 0  |
| Atlético Mineiro  | 1 - 3    | SE Palmeiras       | 1 - 1 | 0 - 2  |

### Demi-finales
Le tirage au sort des demi-finales est orienté afin que les deux clubs brésiliens encore en course se rencontrent, afin d'éviter une finale entre deux clubs d'un même pays.
| Équipe 1   | Résultat | Équipe 2         | Aller | Retour |
| ---------- | -------- | ---------------- | ----- | ------ |
| Goiás EC   | 2e - 2   | SE Palmeiras     | 0 - 1 | 2 - 1  |
| LDU QuitoT | 4 - 4e   | CA Independiente | 3 - 2 | 1 - 2  |

### Finale
| Finale aller            | Goiás EC             | 2 - 0 | CA Independiente | Stade Serra-Dourada, Goiânia |                           |
| 1er décembre 2010 22:00 | Moura 14e · Neto 22e |       |                  | Arbitrage : Carlos Torres    | Arbitrage : Carlos Torres |
| 1er décembre 2010 22:00 | (Rapport)            |       |                  | Arbitrage : Carlos Torres    | Arbitrage : Carlos Torres |

| Finale retour         | CA Independiente                                | 3 - 1 ap        | Goiás EC                                       | Stade Libertadores de América, Avellaneda |                        |
| 8 décembre 2010 21:00 | J.Velázquez 19e · Parra 27e, 34e                |                 | 22e Moura                                      | Arbitrage : Óscar Ruiz                    | Arbitrage : Óscar Ruiz |
| 8 décembre 2010 21:00 | (Rapport)                                       |                 |                                                | Arbitrage : Óscar Ruiz                    | Arbitrage : Óscar Ruiz |
| 8 décembre 2010 21:00 | M.Velázquez · Parra · Gracián · Matheu · Tuzzio | Tirs au but 5-3 | Tolói · Éverton Santos · Felipe · Rafael Moura | Arbitrage : Óscar Ruiz                    | Arbitrage : Óscar Ruiz |

| Vainqueur de la Copa Sudamericana 2010 |
| -------------------------------------- |
| Drapeau de l'Argentine                 |
| CA Independiente Premier titre         |

## Buteurs
| Pos | Nom             | Club                   | Buts |
| --- | --------------- | ---------------------- | ---- |
| 1   | Rafael Moura    | Goiás EC               | 8    |
| 2   | Rodrigo Mora    | Defensor Sporting Club | 6    |
| 3   | Ángel Vildozo   | Unión San Felipe       | 4    |
| 3   | Marcos Assunção | SE Palmeiras           | 4    |
| 3   | Roberto Galindo | Universitario de Sucre | 4    |